# Economia Guyanei
Guyanei are o economie aproape balanțata cu aprox. o treime la industrie, agricultură și servicii. 